# 弘中商会
弘中商会（ひろなかしょうかい、1911年 - 廃業年不明）は、かつて朝鮮に存在した大日本帝国の企業。

## 概要
1911年（明治44年）10月、電気機械器具及び内燃機関（汽関）の製造販売、工事資材販売、工事設計請負会社として釜山に設立された。創立時の社長は、のちの1928年に慶北水電専務取締役となった弘中良一（1889年 - 没年不明）。
朝鮮各地に支店を拡大し、電気事業を展開した。